# Vangaži
Vangaži és un poble del Municipi d'Inčukalns, del qual és el centre administratiu, a Letònia. El 1991 va rebre l'estatus de ciutat.

## Història
El nom Vangaži (en alemany: Wangasch) va ser esmentat per primera vegada al segle xvii com el nom d'una casa senyorial. El nom en si és una combinació de dues paraules de l'idioma livonià - vang (camp) i Aži (lloc). A prop de la ciutat moderna de Vangaži hi havia diverses fàbriques que produïen productes de paper, vidre i coure.